# Jan Brlica mladší
Jan Brlica (1978 Francova Lhota) je valašský lesník, řezbář. Dřevořezbě se věnuje od raného dětství pod vlivem svého otce Jana Brlici st..

## Život
Jan Brlica se narodil v roce 1978 ve Francově Lhotě. Lásku k přírodě a zálibu v práci se dřevem zdědil po svém otci.

## Dílo
Povoláním lesník a zálibou myslivec hledá inspiraci pro svá díla především v přírodě a krajině rodného Valašska.
K nejvýznamnějším dílům patří totemy a indiánský člun, které realizoval společně se svým otcem Janem Brlicou pro Zoologickou zahradu v Brně.
Používané materiály: nejčastěji lipové dřevo, pro venkovní řezbu jsou to dřeva tvrdší a odolnější na povětrnostní podmínky, jako např. dub.